# Água Azul do Norte
Água Azul do Norte é um município brasileiro do estado do Pará, historicamente parte do sul-sudeste paraense e do Carajás.
Sua população estimada em 2020 era de 27 615 habitantes, distribuídos em 7.576,621 km² de área territorial.

## História

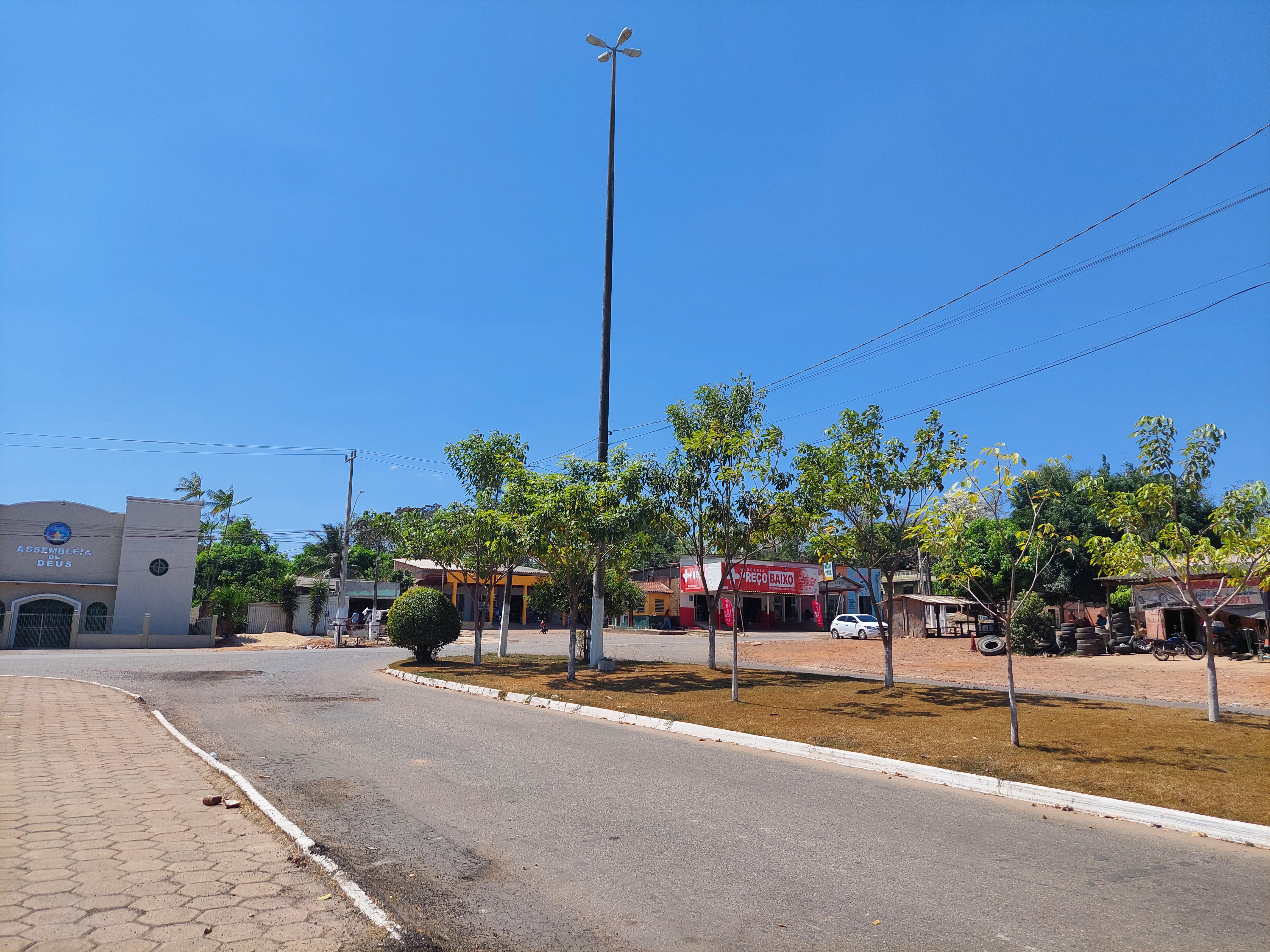
Retorno no Canteiro Central da PA-279, em Água Azul do Norte, em 2021

A colonização das terras municipais iniciou-se em 1978, dentro do conceito da ditadura militar brasileira de "ocupar os vazios da Amazônia", e também de construção de agrovilas e agroprojetos inseridos no Programa de Polos Agropecuários e Agrominerais da Amazônia (Polamazônia). Água Azul do Norte surgiu, portanto, na esteira dos projetos agrícolas da PA-279 (aberta justamente em 1978) que serviriam de suporte ao Projeto Grande Carajás.
Foi elevado à categoria de município com a denominação de Água Azul do Norte, pela lei estadual nº 5694, de 13 de dezembro de 1991, desmembrado do município de Parauapebas. A antiga vila e distrito parauapebense de Água Azul do Norte foi tornada sede. Embora criado desde 1991, somente foi formalmente instalado em 1 de janeiro de 1993, com a posse dos primeiros vereadores e do primeiro prefeito eleito, Renan Lopes Souto.
Até 1997 a vila de Santíssima Trindade pertenceu à Água Azul sendo que, após consulta plebiscitária, foi incorporada ao município vizinho de Ourilândia do Norte.

## Geografia
Para fins estatísticos, localiza-se na região geográfica Imediata de Xinguara e na Intermediária de Redenção.
Localiza-se a uma latitude 06º47'28" sul e a uma longitude 50º28'01" oeste.

### Subdivisões
Além do distrito sede, equivalente a cidade de Água Azul do Norte, o município também é subdividido no distrito de Nova Canadá, na vila homônima. Outras localidades importantes são a vila Curitibano e a vila Juçara.

### Hidrografia
Neste município estão as importantíssimas nascentes do rio Itacaiúnas, nos rios Azul e da Água Preta, que nascem na serra da Seringa. Outro relevante rio que corre pelas terras municipais é o rio Cateté.

### Áreas protegidas
Parte considerável do município é área protegida pela Terra Indígena Xikrin do Rio Cateté, pertencente aos povos caiapós-xicrins.

## Infraestrutura

### Transportes
Água Azul do Norte é conectada ao restante do território nacional principalmente pela PA-279, que a conecta a leste com a cidade de Xinguara, e a oeste com a cidade de Ourilândia do Norte.
A mais importante vicinal do município é a PA Transcanadá, de ligação com a vila Curitibano (margens da PA-279), com o distrito de Nova Canadá e com a cidade de Canaã dos Carajás.
Já pela Vicinal PA Bannach (anteriormente Estrada do Creone), liga-se ao sul, à cidade de Bannach. A Vicinal PA Bannach, pelo plano multimodal federal de 2013, elaborado pelo Departamento Nacional de Infraestrutura de Transportes (DNIT), é na verdade uma extensão da rodovia federal BR-158.

## Últimos prefeitos eleitos
| Ano  | Prefeito | Partido | Votos | %     | Ref    |
| ---- | -------- | ------- | ----- | ----- | ------ |
| 2004 | Renan    | PMDB    | 3.023 | 59,61 | [ 13 ] |
| 2008 | Renan    | PMDB    | 2.937 | 42,41 | [ 14 ] |
| 2012 | Deusmir  | PT      | 2.941 | 92,17 | [ 15 ] |
| 2016 | Renan    | PSC     | 2.896 | 38,21 | [ 16 ] |
| 2020 | Vandin   | PSDB    | 3.931 | 49,40 | [ 16 ] |